# Ponazirevo
Ponazirevo (oroszul: Поназырево) városi jellegű település Oroszország Kosztromai területén, a Ponazirevói járás székhelye.	
Lakossága: 4840 fő (a 2010. évi népszámláláskor).

## Fekvése
A Kosztromai terület keleti határához közel, Kosztromától 369 km-re, a Nyeja (a Vetluga mellékfolyója) partján fekszik. Kisebb vasútállomás a transzszibériai vasútvonal északi ágának Sarja–Kotyelnyics közötti szakaszán.

## Története
Létrejöttét a vasútnak köszönheti. A Szentpétervárral kapcsolatot teremtő északi Vologda–Kirov (régi nevén Vjatka) vasútvonal forgalomba helyezésekor, annak egyik állomásaként keletkezett 1906-ban. 1945 elején az akkor megalakított Ponazirevói járás székhelye lett. A szovjet korszakban tejfeldolgozó és faipari üzemei működtek.